# Fricativa alveolo-palatal sorda
La fricativa alveolo-palatal sorda es una consonante usada en varios idiomas. Su símbolo en el Alfabeto fonético internacional (AFI) es ɕ.

## Características
- Modo de articulación fricativo, lo que significa que se produce mediante el paso del aire contraído a través de un estrecho canal formado entre la lengua y el punto de articulación, causando turbulencia.
- Punto de articulación alveolar y palatal, lo que significa que la aproximación de la lámina de la lengua con el paladar se da detrás de la cresta alveolar (la línea de las encías) y que, la mitad de la lengua se inclina y levanta hacia el paladar duro.
- Consonante sorda, lo que significa que se produce sin vibraciones de las cuerdas vocales.
- Consonante oral, lo que significa que el aire escapa a través la boca, solamente.
- Consonante central, lo que significa que se produce por la dirección de la corriente de aire por el centro de la lengua, en lugar de a los lados.
- El mecanismo de flujo de aire pulmonar, lo que significa que es articulada empujando el aire únicamente con los pulmones y el diafragma, como en la mayoría de los sonidos.

## Uso
| Idioma                       | Idioma                       | Palabra     | AFI          | Significado  | Nota                           |
| ---------------------------- | ---------------------------- | ----------- | ------------ | ------------ | ------------------------------ |
| Adigué                       | Adigué                       | щы          | [ɕə]ⓘ        | "tres"       |                                |
| Catalán                      | Catalán                      | caixa       | [ˈka.ɕa]     | "caja"       |                                |
| Chino (mandarín)             | Chino (mandarín)             | 西/[Xī]     | [ɕi]         | "occidental" | Contrasta con /ʂ/ y /s/.       |
| Chuvasio                     | Chuvasio                     | çиçĕм       | [ˈɕiʑəm]     | "relámpago"  | Contrasta con /ʂ/ y /s/.       |
| Danés                        | Danés                        | sjæl        | [ɕɛːˀl]      | "alma"       |                                |
| Japonés                      | Japonés                      | 塩/shio     | [ɕio]        | "sal"        |                                |
| Kabarda                      | Kabarda                      | щэ          | [ɕɛ]         | "cien"       |                                |
| Coreano                      | Coreano                      | 시장/sijang | [ɕid͡ʑaŋ]     | "mercado"    |                                |
| Polaco                       | Polaco                       | śruba       | [ˈɕrubä]ⓘ    | "tornillo"   | Contrasta con /ʂ/ y /s/        |
| Ruso                         | Ruso                         | счастьe     | [ˈɕ:æsʲtʲjə] | "felicidad"  | Contrasta con /ʂ/, /s/ y /sʲ/. |
| Sueco                        | Sueco                        | kjol        | [ɕuːl]       | "falda       |                                |
| Tibetano (dialecto de Lhasa) | Tibetano (dialecto de Lhasa) | བཞི་         | [ɕi˨˧]       | "cuatro"     | Contrasta con /ʂ/.             |
| Yi (Nuosu)                   | Yi (Nuosu)                   | ꑟ/xi       | [ɕi˧]        | "hilo"       |                                |